# Landsort
Landsort je vesnice na švédském ostrově Öja v Baltském moři nedaleko přístavu Nynäsham. Je administrativně začleněna pod obec Nynäsham (švédsky Nynäshamns kommun), kraj Stockholm. Ostrov je tradičně považován za jižní konec Stockholmského souostroví.

## Historie
Podle archeologických nálezů byl ostrov obydlen v období 600 - 1000 n. l. V roce 1454 získali obyvatelé Trosa povolení k rybolovu u ostrova. První písemná zmínka o obci Landsort pochází z roku 1543. Nejdůležitějším přístavem pro spojení s ostrovem byl Bredmar a později Västerhamnen, který se nachází na západním pobřeží ostrova.
Kolem roku 1870 ostrov byl zakoupen státem.
V roce 1939 byla na ostrově severně od vesnice postavena kaple.

## Maják
Na jižním cípu ostrova Öja se nachází nejstarší maják ve Švédsku, který byl postaven v roce 1689. Maják je národní kulturní památkou Švédska.

## Přírodní rezervace
Na ostrově a v přilehlých vodách se nachází přírodní rezervace, která byla založena v roce 1985. Rezervace se rozprostírá na 570 ha, z toho na 170 ha pevniny. Rezervaci spravuje nadace Skärgårdsstiftelsen, pozemky patří státu a jsou spravované agenturou Statens fastighetsverk (Agentura státní správy). Cílem rezervace je zachovat cenné přírodní prostředí ostrova. Na sever od vesnice se nacházejí lesní porosty (nejčastěji bříza). Ve vnitrozemí můžeme nalézt řídké porosty borovic a smrku. Mimo to se zde vyskytují mokřady, močály a vodní rostliny. Je zde výskyt vzácných orchidejí a dalších rostlin.
Na ostrově jsou povoleny drobné stavby (rekreační chaty), původní neosídlená místa nebudou zastavěna.

## Ornitologická stanice
Hlavní středisko je v Bredmaru severně od města Landsort. Pozorování a kroužkování ptáků bylo prováděno už v sedmdesátých letech 20. století. Ornitologická stanice byla založena v roce 1988. Ostrov je významnou lokalitou pro tažné ptáky. Stanice se zabývá sledováním tažných ptáků a jejich výzkumem, monitorováním životního prostředí a prováděním vědeckých výzkumů. Úzce spolupracuje s místním obyvatelstvem, školami a dalšími návštěvníky. Vzhledem k drsnému prostředí s malou vegetací se na ostrově prakticky nevyskytují hnízdící ptáci.

## Galerie

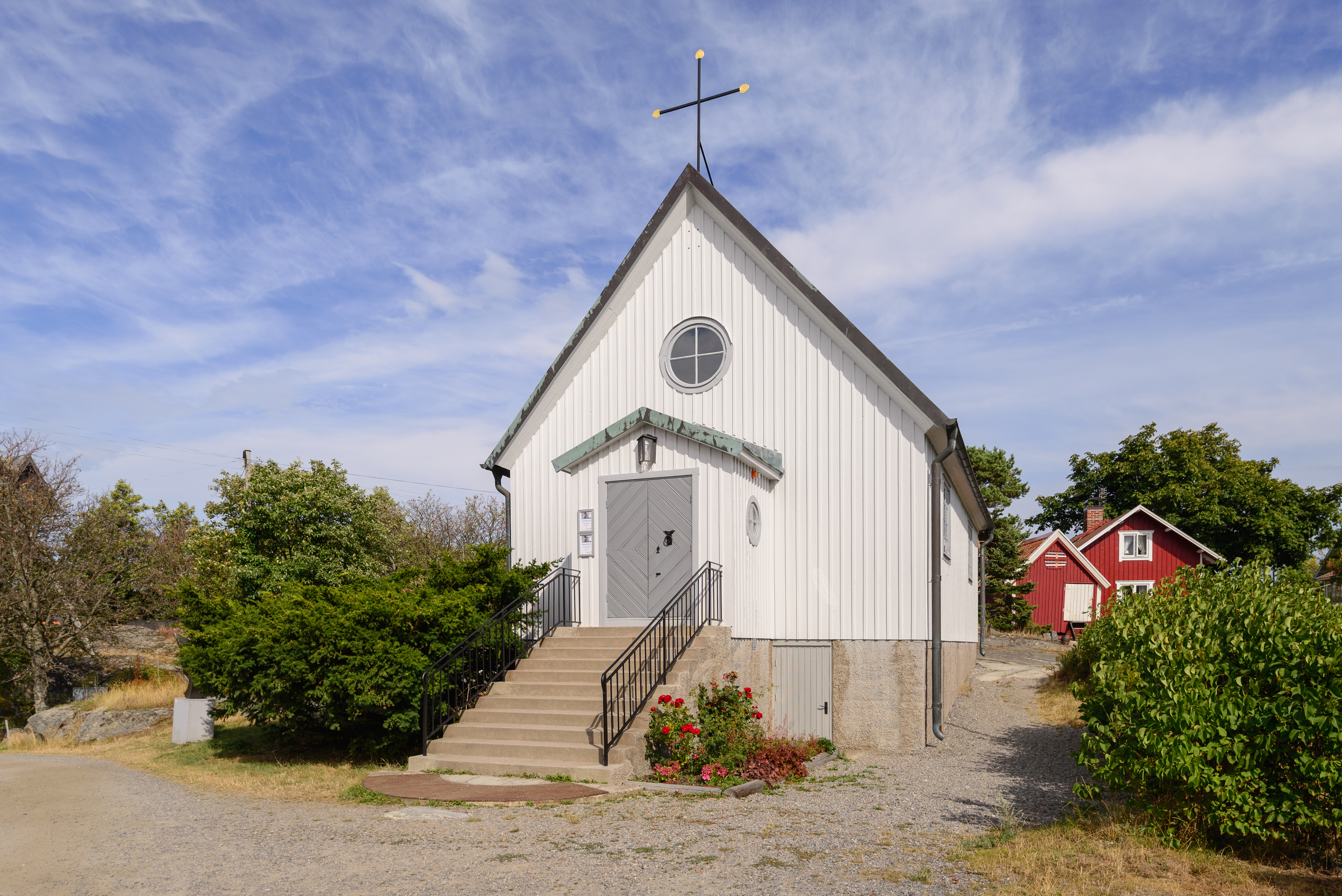
Kaple
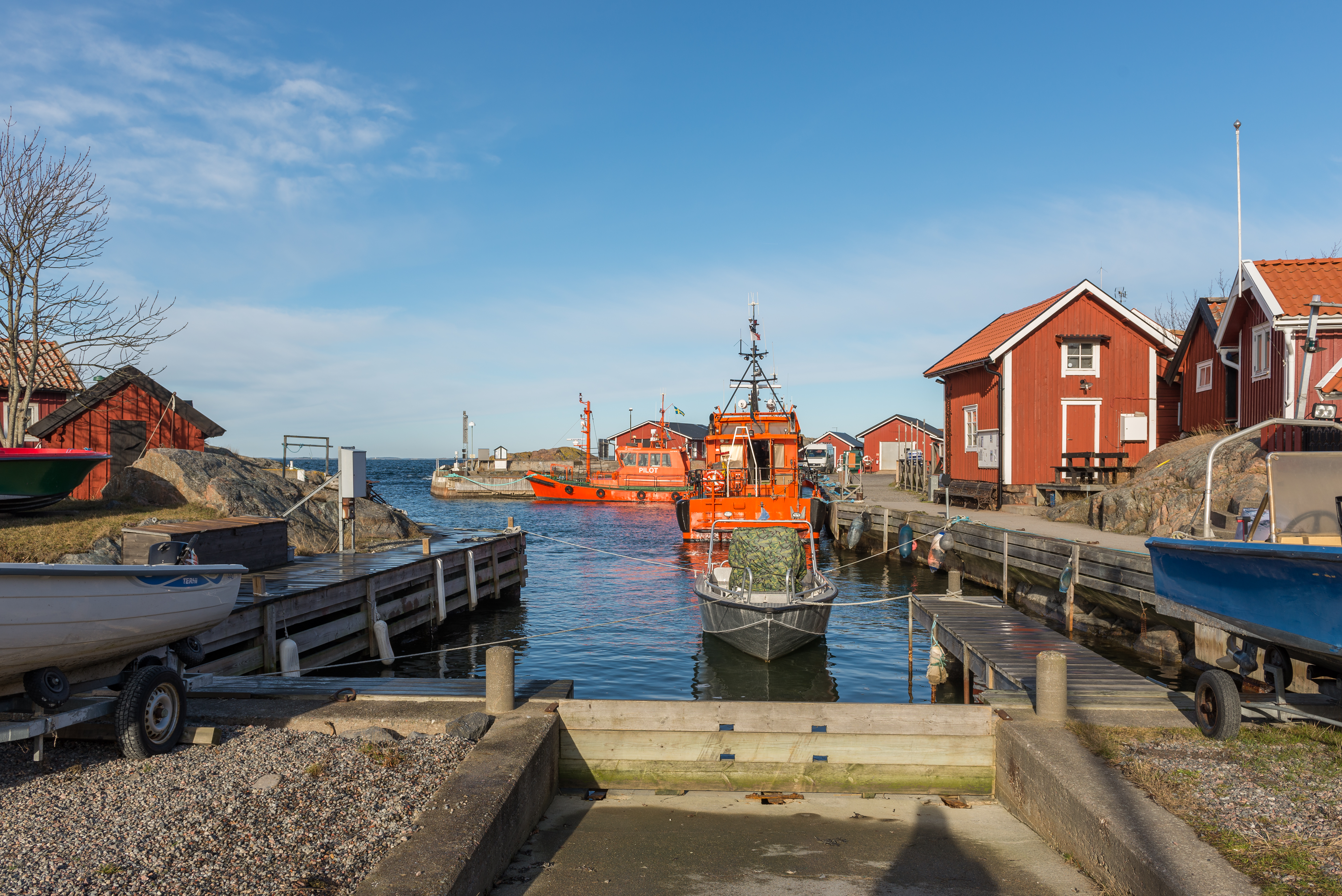
Landsort přístav
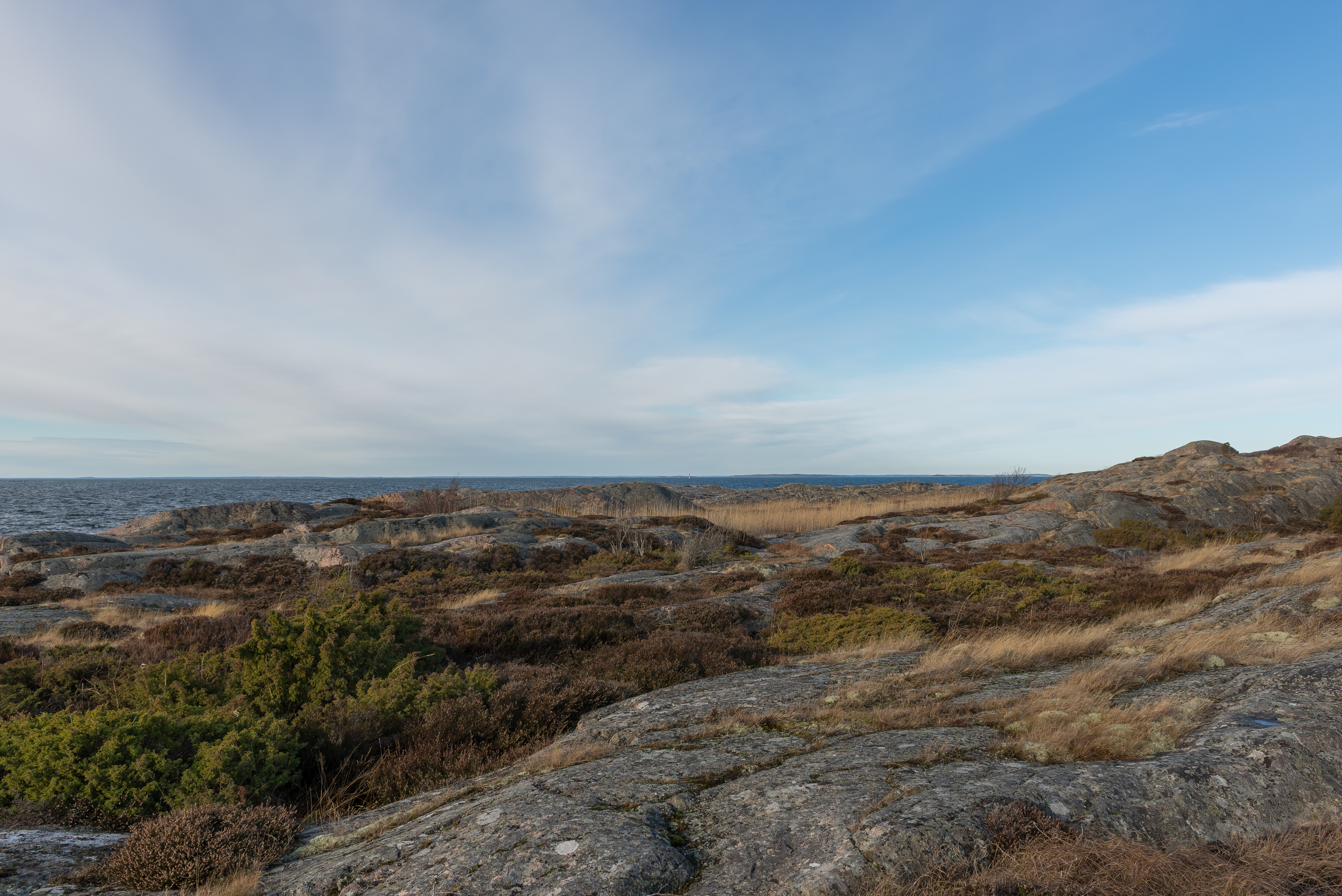
Ostrovní krajina
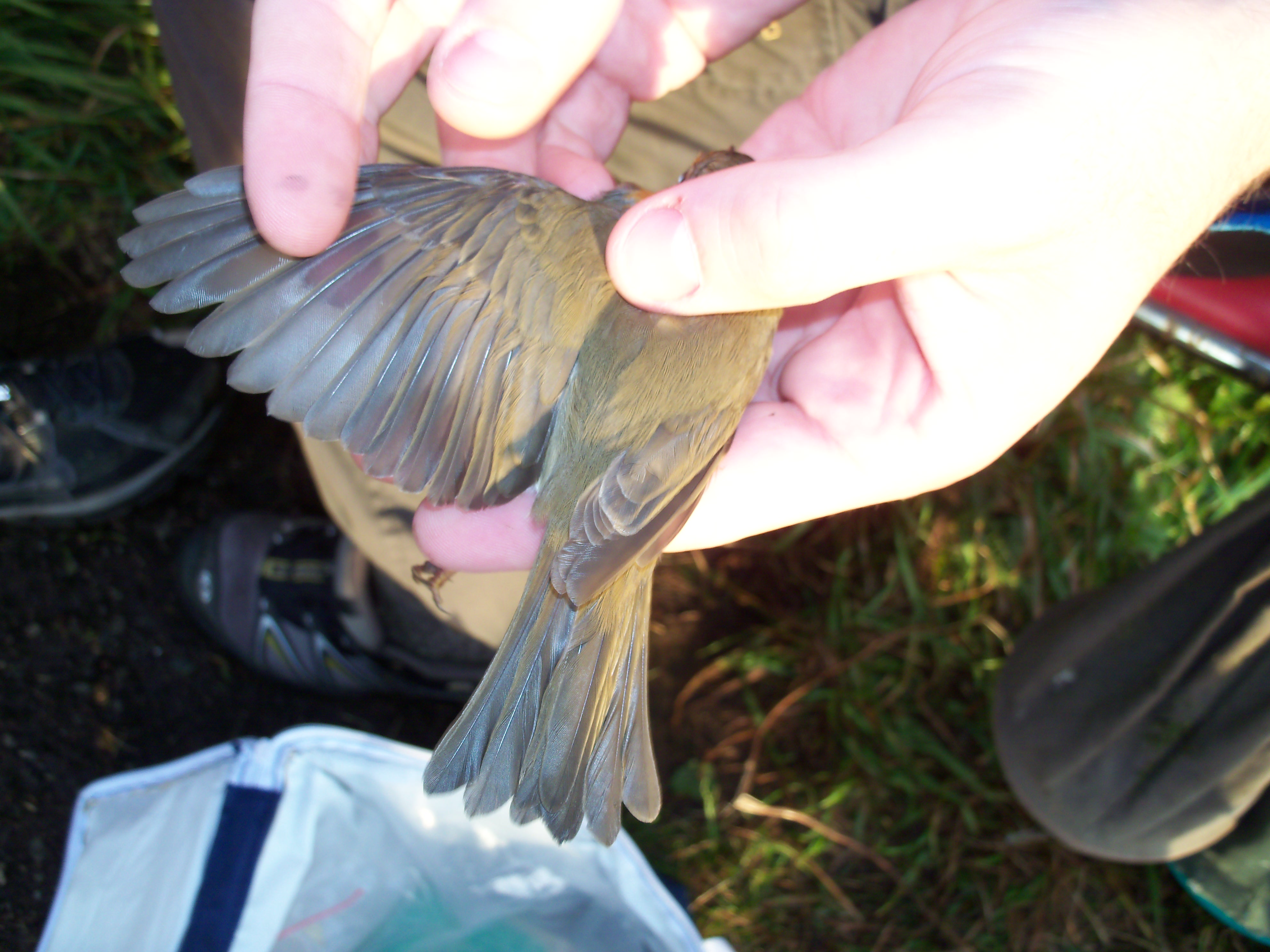
Výzkum ptáků
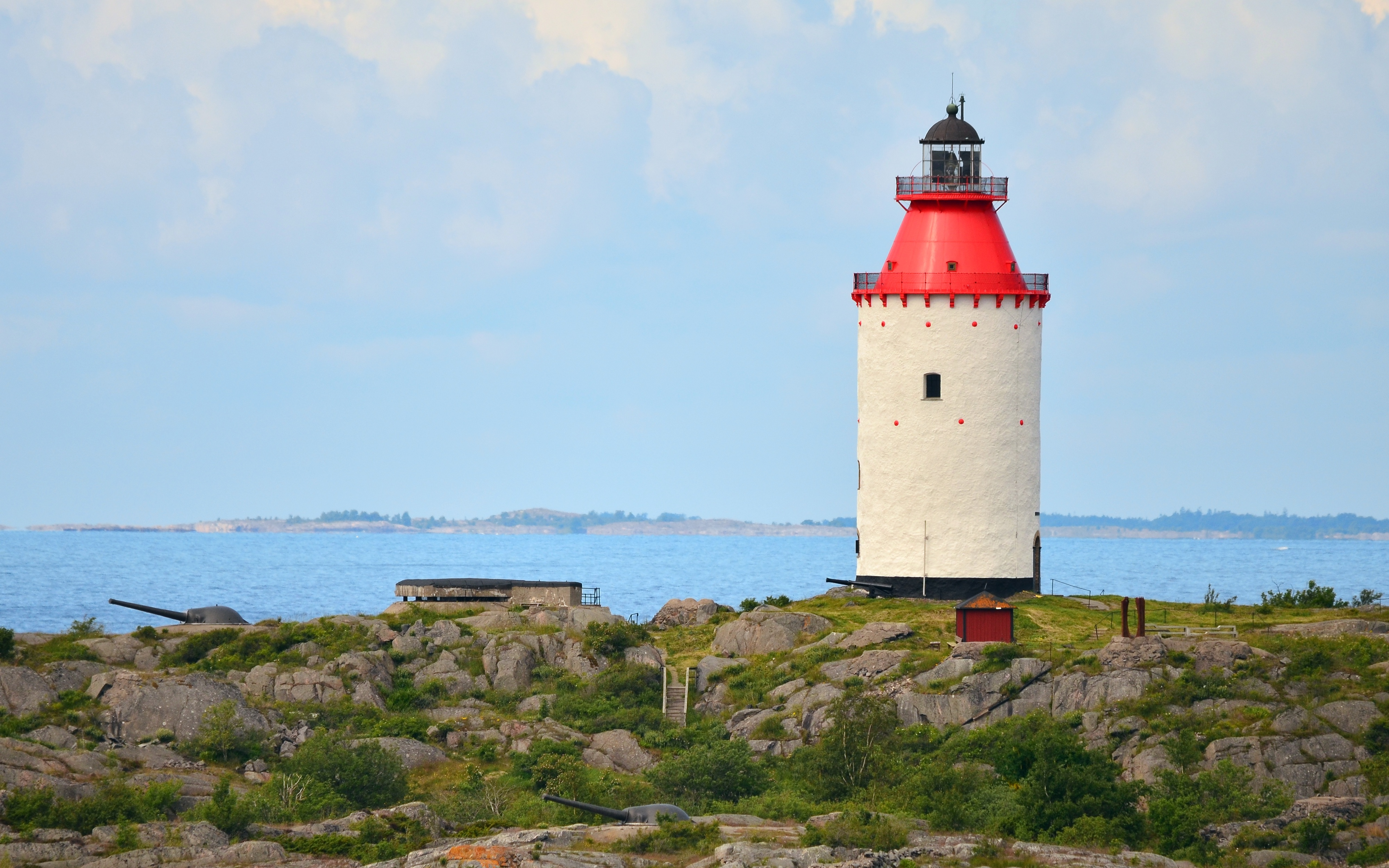
Maják
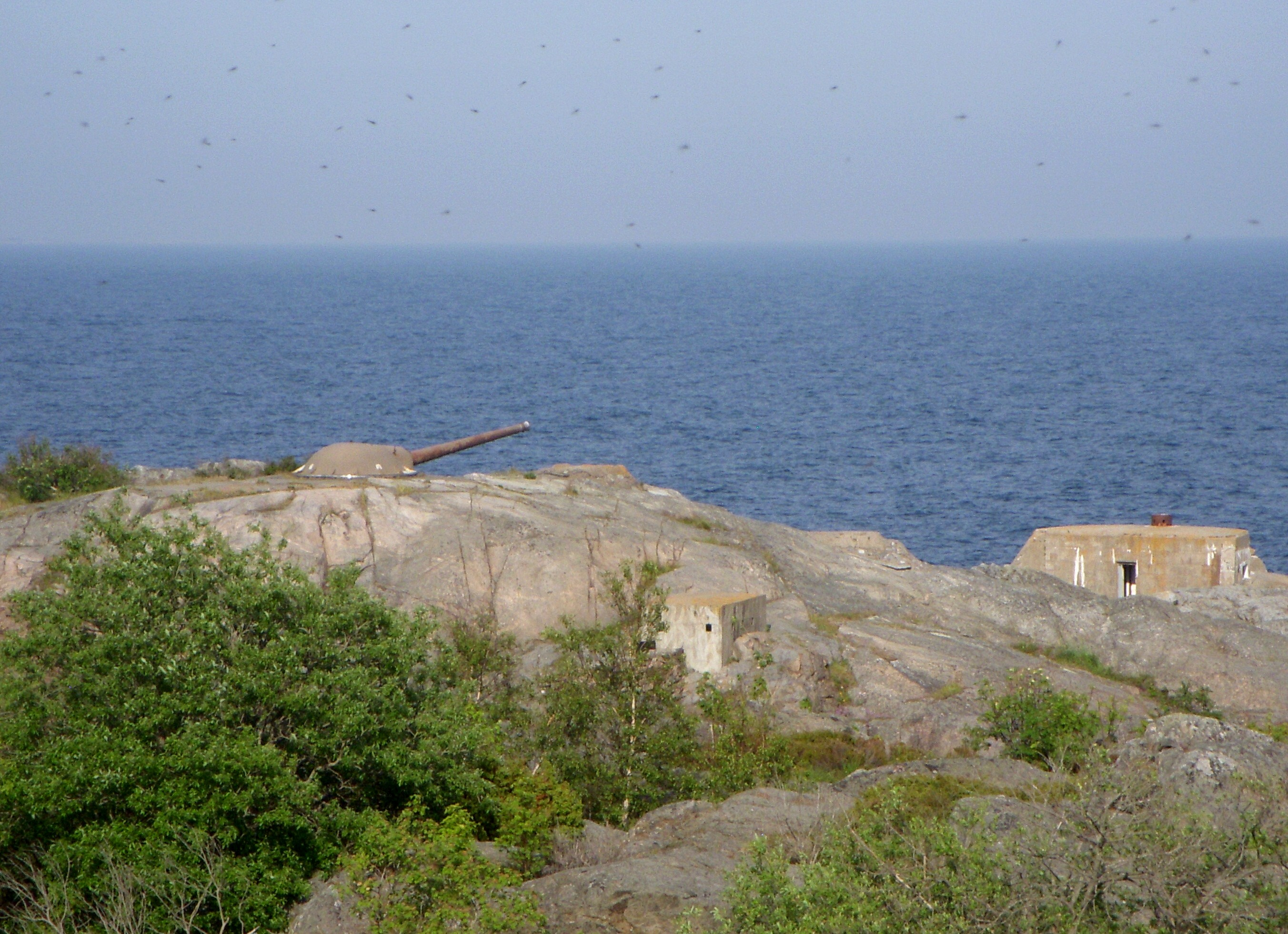
12 cm dělostřelecká baterie ERSTA